# Onthophagus ditus
Onthophagus ditus là một loài bọ cánh cứng trong họ Bọ hung (Scarabaeidae).